# Mischa Gavrjusjov
Mischa Gavrjusjov (eg. Michail Andreevitj Gavrjusjov, född 27 maj 1950 i Örgryte, Västergötland), är en svensk filmfotograf.
Gavrjusjov tilldelades en Guldbagge 2002 för bästa foto av filmen Så vit som en snö. Han har även nominerats till Guldbagge för Maria Larssons eviga ögonblick (2009) och Dom över död man (2013).

## Filmfoto (urval)
- 2012 – Dom över död man
- 2008 – Maria Larssons eviga ögonblick
- 2005 – Kocken
- 2004 – 6 Points
- 2001 – En förälskelse
- 2001 – Så vit som en snö
- 1996 – Hamsun
- 1990 – Fiendens fiende (TV-serie)
- 1988 – Enkel resa
- 1988 – PS Sista sommaren
- 1987 – En film om kärlek
- 1986 – Teaterterroristerna
- 1984 – Ruben Nilson, visdiktaren - målaren - plåtslagaren